# 106 Tauri
106 Tauri (l Tauri) é uma estrela na direção da Taurus. Possui uma ascensão reta de 05h 07m 48.43s e uma declinação de +20° 25′ 06.4″. Sua magnitude aparente é igual a 5.28. Considerando sua distância de 173 anos-luz em relação à Terra, sua magnitude absoluta é igual a 1.65. Pertence à classe espectral A5V.